# Истомин, Сергей Петрович
Сергей Петрович Истомин (род. 24 января 1986 года) — казахстанский тяжёлоатлет. Мастер спорта Республики Казахстан международного класса.

## Биография
С. Истомин на внутренних соревнованиях выступает за ЮКО и Шымкент.
Неоднократный чемпион Казахстана.
На чемпионате Азии 2005 года в Дубае, в рывке поднял 155 кг, что позволило завоевать малую «бронзу».
На чемпионате Азии 2009 года в Талдыкоргане, показав результат 187+210=397, взял «бронзу» в толчке и «золото» в рывке и сумме двоеборья.
В Гуанчжоу на Азиаде-2010 с результатом 180+216=396 Сергей взял «бронзу».
На чемпионате Азии 2011 года в Тунлине, показав результат 181+215=396, взял «серебро» в рывке и «бронзу» в толчке и сумме двоеборья.
Сергей — участник нескольких чемпионатов мира, на которых был далек от пьедестала.
На Олимпиаде-2008 в Пекине с результатом 181+225=406 оказался восьмым.
Перед Олимпиадой-2012 на чемпионате Казахстана-2012 в Талдыкоргане «завалил» толчок и не получил путёвку в Лондон.